# Homalobus spatiosus
Homalobus spatiosus là một loài thực vật có hoa trong họ Đậu. Loài này được (E. Sheld.) A. Heller mô tả khoa học đầu tiên năm 1900.